# Henri Heyart
Henri Heyart (1911 – 2006) è stato un cestista e allenatore di pallacanestro lussemburghese.

## Carriera
Ha partecipato, in qualità di giocatore-allenatore del Lussemburgo, ai Campionati europei del 1946.